# Eublemma rietzi
Eublemma rietzi is een vlinder uit de familie van de spinneruilen (Erebidae). De wetenschappelijke naam van deze soort is voor het eerst voorgesteld door Michael Fibiger, László Aladár Ronkay, Alberto Zilli en José Luis Yela in een publicatie uit 2010.
De soort komt voor in Spanje.